# Monticello (Missouri)
Monticello è un villaggio degli Stati Uniti d'America, situato nello Stato del Missouri, nella contea di Lewis, della quale è il capoluogo.